# George Washington Emery Dorsey

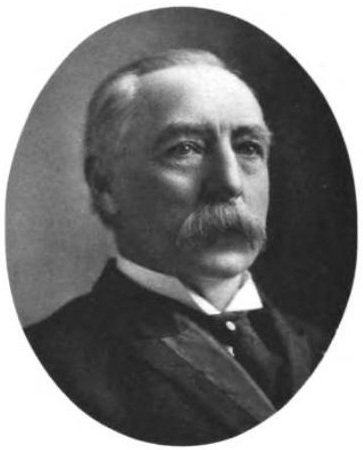
George Washington Emery Dorsey

George Washington Emery Dorsey (* 25. Januar 1842 im Loudoun County, Virginia; † 12. Juni 1911 in Salt Lake City, Utah) war ein US-amerikanischer Politiker. Zwischen 1885 und 1891 vertrat er den dritten Wahlbezirk des Bundesstaates Nebraska im US-Repräsentantenhaus.

## Leben
Im Jahr 1856 zog George Dorsey mit seinen Eltern in das Preston County im heutigen West Virginia, das damals noch Teil des Staates Virginia war. Dort besuchte er private Schulen und die Oak Hill Academy. Während des Bürgerkrieges kämpfte er als Oberleutnant einer Infanterie-Einheit aus West Virginia in den Reihen der Unionsarmee. Im Verlauf des Krieges stieg er bis zum Major auf. 1866 zog Dorsey nach Nebraska, wo er Jura studierte. Nach seiner 1869 erfolgten Zulassung als Rechtsanwalt begann er in diesem Beruf zu arbeiten. Gleichzeitig stieg er in das Bankgeschäft ein.
Dorsey wurde Mitglied der Republikanischen Partei. Er war Vizepräsident des Landwirtschaftsausschusses von Nebraska und Vorsitzender der Republikaner auf Staatsebene. Bei den Kongresswahlen des Jahres 1884 wurde er im dritten Distrikt von Nebraska in das US-Repräsentantenhaus gewählt, wo er am 4. März 1885 Edward K. Valentine ablöste. Nach zwei Wiederwahlen konnte er sein Mandat im Kongress bis zum 3. März 1891 ausüben. Dort war er von 1889 bis 1891 Vorsitzender des Bank- und Währungsausschusses.
Nachdem er 1890 nicht wiedergewählt worden war, zog sich Dorsey aus der Politik zurück. Er widmete sich seinen privaten Geschäften, wozu inzwischen einige Bergbauunternehmen in Nevada und Utah gehörten. George Dorsey starb im Juni 1911 in Salt Lake City und wurde in Fremont (Nebraska) beigesetzt.